# 京商高速动车组列车

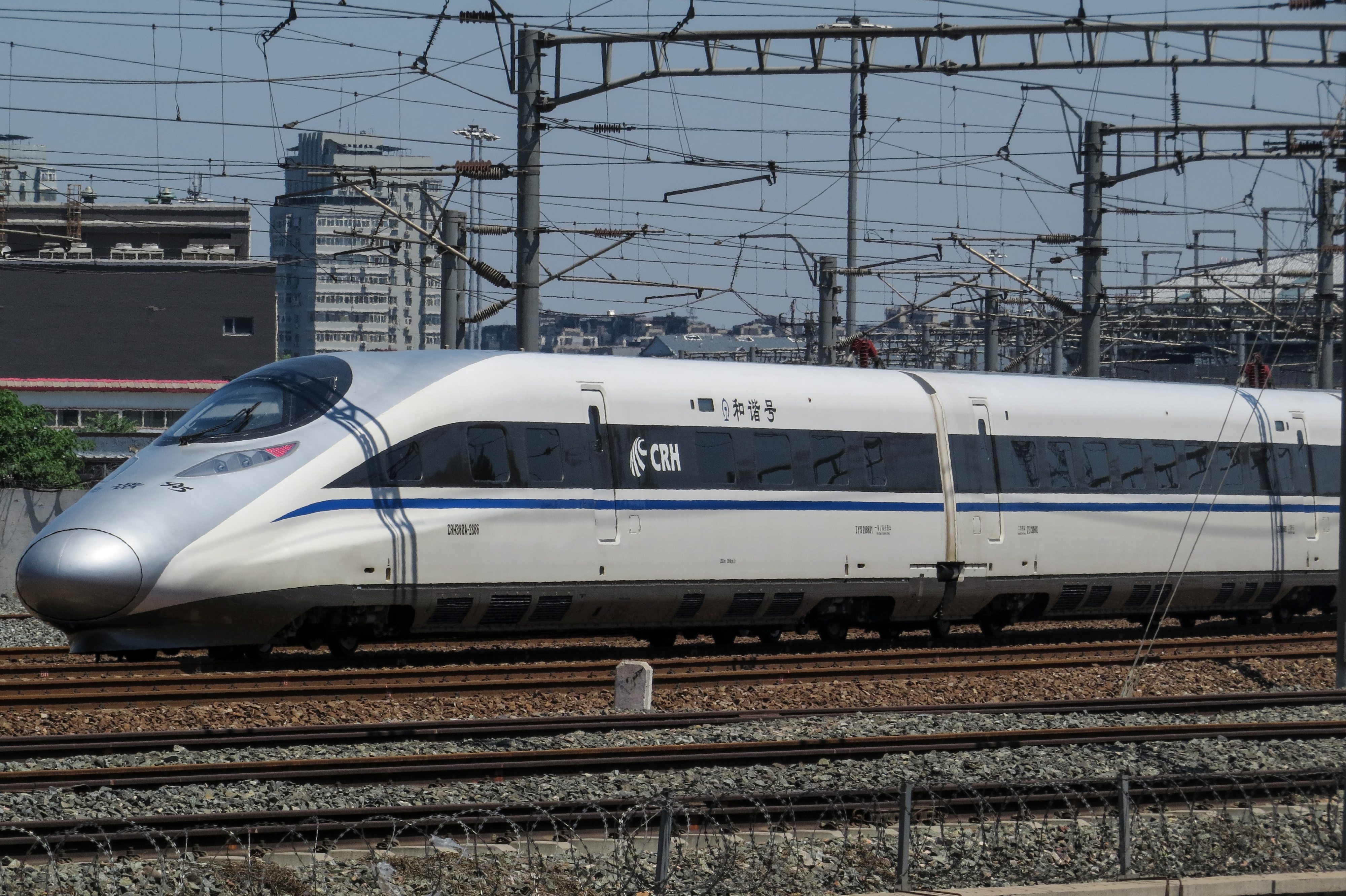
G1568次列车离开北京南站

京商高速动车组列车是中国铁路运行于首都北京市至河南省商丘市间的高速动车组列车，现每天开行2对列车。其中G1555/1558、G1557/1556次列车运行区间为北京西站至商丘站，由兰州局集团兰州客运段担当；G1567/1568次列车运行区间为北京南站至商丘站，由南昌局集团福州客运段担当。

## 历史
2016年11月10日，原北京西~郑州东G559/560次运行区段调整为北京西~商丘，车次调整为G1559/1562、G1561/1560次。
2017年1月5日，新增北京南~商丘G1567/1568次列车。
2017年4月16日，停运北京西—商丘G1559/1562次，另新增北京西—商丘G801/804次。
2022年6月20日，配合京广高铁北段运行图重排，重新安排北京西~商丘G1555/1558、G1557/1556次列车。经由京沪高铁的G1567/1568次列车不作任何变动。

## 使用列车
G1555/1558、G1557/1556次列车使用配属兰州局集团兰州西动车运用所的CRH380B，重联运行；G1567/1568次列车使用配属南昌局集团福州南动车运用所的CRH380A，重联运行。